# 6月1日
6月1日是公历一年中的第152天（闰年第153天），离全年结束还有213天。

## 大事记

### 20世紀以前
- 193年：羅馬元老院判處前任皇帝尤利安努斯死刑，並宣布塞提米烏斯·塞維魯斯為新任皇帝。
- 907年：朱温篡唐，改国号为梁，史称后梁。
- 1524年：德意志农民战争爆发。
- 1831年：英國探險家詹姆斯·克拉克·羅斯率領的探險隊首次在布西亞半島發現地磁北極。
- 1879年：在英国军队就任军官的法国波拿巴王朝继承人拿破仑四世在祖鲁战争中遭遇突袭杀害。

### 20世紀
- 1904年：青岛至济南的胶济铁路（德国独家修筑和经营）建成通车。
- 1923年：日本士兵枪杀长沙市民，酿成“六一惨案”。
- 1927年：日本以保护侨民为由在青岛登陆：出兵中国山东。
- 1929年：中華民國國民政府为孙中山先生在南京中山陵举行国葬。
- 1936年：粤、桂系部隊將帥陈济棠、李宗仁、白崇禧等领衔发布通电，痛斥蔣介石政府消极抗日，宣布将率军“北上”抗日，史稱为两广事变。
- 1937年：中共代表周恩来与蒋介石在江西庐山谈判。
- 1939年：滿洲國设置北安省。
- 1941年：第二次世界大战：希腊克里特岛上的防守军队向大规模空降入侵的德国部队投降，克里特岛战役结束。
- 1942年：利迪策大屠殺。
- 1962年：廣州火車東站（大沙頭站）聚集上萬的市民與外省民眾，意圖搭火車前往傳聞英女王生日而開放邊境的香港，原本直行可通廣九小學的白雲路擠滿了人，史稱東站事件（或廣州站事件）。
- 1970年：香港中環地王拍賣，由置地公司投得，這塊土地成為日後建成的怡和大廈所在地。
- 1974年：亨利·哈姆立克在醫學雜誌上發表了一篇非正式文章，提出腹部衝擊的概念，用於治療異物堵塞呼吸道患者。
- 1980年：美国有线电视新闻网在亚特兰大正式开播，成为全球首个每天24小时播放的新闻频道。
- 1988年：新加坡國會引入小組集選區的選舉制度。
- 1990年：戈爾巴喬夫和老布殊在華盛頓舉行峰會，標誌著冷戰的結束。
- 1993年：香港立法局議員梁錦濠賄選罪名成立，被判入獄三年，成為首位在任立法局議員判刑入獄。
- 1999年：美國航空1420號班機在小岩城因著陸衝出跑道而墜毀，造成機上11人死亡、110人受傷。

### 21世紀
- 2001年：尼泊尔王储狄潘德拉在加德满都纳拉扬希蒂王宫内枪杀国王毕兰德拉与多名王室成员。
- 2003年：世界上最大的水利工程、位於中國長江上的長江三峽水利樞紐工程正式下閘蓄水。
- 2009年：世界最高的水电站，位于中国长江上的三峡大坝正式竣工。
- 2009年：法國航空447號班機在巴西里約熱內盧飛往法國巴黎途中墜毀，造成機上228人死亡。
- 2015年：东方之星号客轮在湖北省荆州市监利县长江水域发生事故而倾覆。
- 2016年：臺北市14時46分高溫達攝氏38.7度，刷新台北6月歷史高溫紀錄。[1]
- 2018年：西班牙眾議院自民主轉型以來首次通過對政府的不信任動議。

## 出生
- 1673年：路易絲·弗朗索瓦絲·德·波旁，法国孔代亲王妃（1743年逝世）
- 1796年：尼古拉·卡諾，法國物理學家，热力学之父（1832年逝世）
- 1801年：楊百翰，美國宗教領袖、政治家、殖民者（1877年逝世）
- 1804年：米哈伊尔·伊万诺维奇·格林卡，俄罗斯交響樂奠基人（1857年逝世）
- 1815年：鄂圖一世，希臘國王（1867年逝世）
- 1857年：派托曼，法國放屁師（1945年逝世）
- 1863年：雨果·明斯特伯格，德裔美國心理學家（1916年逝世）
- 1891年：罗杰·马利·贝克斯，法國音樂家，鐵達尼號大提琴手（1912年逝世）
- 1901年：章廷謙，中國作家（1981年逝世）
- 1909年：李晨風，中國電影導演、編劇（1985年逝世）
- 1921年：羅伯特·卡斯克，美國中世紀文學教授（1989年逝世）
- 1926年：玛丽莲·梦露，美國女演員、歌手、模特兒（1962年逝世）
- 1928年：史蒂夫·多德，澳洲原住民男演員（2014年逝世）
- 1929年：納吉絲，印度女演員（1981年逝世）
- 1931年：飯塚幸三，日本工程師（2024年逝世）
- 1932年：許敬雅，香港插畫家、畫家、歷史學家（2013年逝世）
- 1937年：柯林·馬嘉露，澳大利亞作家（2015年逝世）
- 1937年：摩根·弗里曼，美國男演員
- 1940年：基普·索恩，美國理論物理學家，2017年諾貝爾物理學獎得主
- 1941年：艾度·迪華特，荷兰近代指揮家
- 1943年：埃德蒙·F·羅伯遜，蘇格蘭數學家
- 1944年：科林·布萊克默，英國生物學家（2022年逝世）
- 1945年：馮淬帆，香港男演員
- 1945年：外木場義郎，日本職業棒球運動員
- 1947年：喬納森·普賴斯，威爾斯男演員
- 1948年：葉憲修，臺灣男歌手，台灣前立法委員
- 1950年：夏琳·鄧肯，美國歌手
- 1950年：李文華，台灣分子生物學家，現任中國醫藥大學校長
- 1954年：林明義，臺灣政治人物，前任中華民國立法委員（2007年逝世）
- 1955年：千代之富士貢，日本相撲力士，第58代橫綱（2016年逝世）
- 1961年：，俄羅斯寡頭，瓦格納集團領導人（2023年逝世）
- 1961年：周啟生，香港歌手、創作人
- 1961年：江富強，香港男藝人
- 1963年：宇津木麗華，日本女子壘球運動員
- 1964年：馬克·塔彭寧，美國工程師、企業家，特斯拉聯合創辦人
- 1964年：S·巴拉錢德蘭，印度外交官
- 1965年：韓寶儀，台灣女歌手
- 1968年：凱倫·穆德，荷兰超模、歌手
- 1969年：王太利，中國男歌手、演員，組合筷子兄弟成員
- 1969年：趙亮，中國男演員
- 1969年：劉若英，臺灣歌手、電影演員
- 1970年：亚历克赛·拉拉斯，美國職業足球運動員
- 1971年：邱議瑩，台灣政治人物
- 1972年：金相慶，韓國男演員
- 1973年：海迪·克林，德國模特兒、電視節目主持人
- 1974年：陳卓智，香港男配音員
- 1975年：尼科爾·帕希尼揚，亞美尼亞政治人物，現任亞美尼亞總理
- 1976年：方東昇，香港著名新聞主播
- 1979年：梁東根，韓國男演員
- 1979年：馬庫斯·阿列克謝·泊松，瑞典遊戲設計師
- 1979年：胖鼠，德國電子音樂製作人、DJ、音樂家
- 1981年：安定亞，台灣男演員
- 1982年：東和政，日本棒球選手
- 1982年：艾寧，比利时職業網球女運動員
- 1983年：田壘，台灣籃球選手
- 1984年：文恩澄，香港女歌手、演員、導演、YouTuber
- 1985年：尼克·杨，美國職業籃球運動員
- 1986年：李章宇，韓國演員
- 1987年：富田麻帆，日本音樂劇、舞台演員
- 1988年：李佳薇，馬來西亞歌手
- 1988年：任素汐，中國女演員
- 1988年：玉置成實，日本女歌手
- 1988年：哈维尔·埃尔南德斯，墨西哥職業足球運動員
- 1989年：紀培慧，臺灣女演員
- 1990年：林明禎，馬來西亞女演員，歌手
- 1990年：村川梨衣，日本女性聲優、歌手
- 1991年：張志祺，臺灣YouTuber
- 1992年：高橋伯明，日本演员
- 1992年：吉安馬科·坦貝里，義大利男子田徑運動員
- 1993年：艾熱，中國男歌手
- 1994年：劉德仁，香港足球運動員
- 1994年：E'Dawn，韓國男子偶像團體PENTAGON成員
- 1996年：湯姆·霍蘭德，英國男演員
- 1996年：邦沙敦·西賓達，泰國男演員
- 1999年：Technoblade，美國YouTuber（2022年逝世）
- 1999年：亞雷德·努古瑟，美國男子田徑運動員
- 2000年：李娜炅，韓國女子偶像團體fromis 9成員
- 生年不詳：Lynn，日本女性聲優

## 逝世
- 前195年：汉高祖刘邦，西汉开国皇帝（前256年出生）
- 193年：狄狄烏斯·尤利安努斯，羅馬皇帝（133年出生）
- 352年：冉闵，五胡十六国时冉魏君主（生年不詳）
- 1434年：雅蓋沃，立陶宛大公、波蘭國王（1362年出生）
- 1616年：德川家康，日本戰國時代大名，征夷大將軍和政治家，江戶幕府創始人（1543年出生）
- 1643年：青山忠俊，日本安土桃山時代至江戶時代初期武將、譜代大名（1578年出生）
- 1662年：永历帝，南明最后一位皇帝（1623年出生）
- 1815年：路易-亞歷山大·貝爾蒂埃，法國元帥（1753年出生）
- 1815年：詹姆斯·吉爾雷，英國諷刺漫畫家、版畫家（1757年出生）
- 1817年：杉田玄白，日本江戶時代蘭學醫生（1733年出生）
- 1823年：路易·尼古拉·達武，法國軍人、政治人物，法蘭西第一帝國元帥（1770年出生）
- 1846年：教宗額我略十六世，羅馬主教（1765年出生）
- 1841年：尼古拉·阿佩爾，法國糖果糕點師傅，氣密式食物保存法發明人（1749年出生）
- 1864年：洪秀全，太平天国天王（1814年出生）
- 1868年：詹姆斯·布坎南，美國政治人物，第15任美國總統（1791年出生）
- 1879年：拿破崙四世，法蘭西第二帝國皇太子（1856年出生）
- 1925年：托马斯·R·马歇尔，美國政治人物，第28任美國副總統（1879年出生）
- 1952年：约翰·杜威，著名哲学家、教育家和政治家（1859年出生）
- 1965年：柯利·藍波，美國職業美式足球運動員、教練（1898年出生）
- 1968年：海倫·凱勒，美国女作家和教育家，有「光明天使」之稱號（1880年出生）
- 1970年：塔達斯·伊瓦納斯卡斯，立陶宛動物學家（1882年出生）
- 1987年：拉希德·卡拉米，黎巴嫩遜尼派政治家（1921年出生）
- 1996年：尼蘭·桑吉瓦·雷迪，印度政治人物，第6任印度總統（1913年出生）
- 2001年：畢蘭德拉，尼泊爾沙阿王朝第十一任國王（1945年出生）
- 2003年：王壽福，北韓歌手、演員、音樂教育家（1917年出生）
- 2008年：伊夫·圣洛朗，法國著名時裝設計師（1936年出生）
- 2009年：王均祥，香港玻璃骨病患者[2]
- 2014年：居素甫·瑪瑪依，中國新疆瑪納斯奇（1918年出生）
- 2014年：于佳卉，臺灣女歌手，偶像團體「憂歡派對」成員（1970年出生）
- 2015年：查尔斯·肯尼迪，英國政治人物（1959年出生）
- 2015年：安鈞璨，臺灣男藝人，偶像團體「可米小子」成員（1983年出生）
- 2016年：李洪林，中國中宣部理論局前副局長，改革開放初期中共知名理論家，被譽為1980年代「思想解放先行者」[3]（1925年出生）
- 2016年：王瑞，臺灣男演員（1930年出生）[4]；王金璐，中国京剧表演艺术家，中国戏曲学院教授（1919年出生）[5]
- 2018年：鄭罕池，台灣農民，被譽為「台灣愛文芒果之父」（1929年出生）
- 2018年：希南·薩克奇，塞爾維亞流行民謠歌手（1956年出生）
- 2019年：何塞·安東尼奧·雷耶斯，西班牙足球運動員（1983年出生）
- 2019年：李深靜，馬來西亞知名商人（1939年出生）
- 2021年：阿梅迪奧·茨沃尼米爾，奧斯塔公爵和克羅埃西亞王位覬覦者（1943年出生）
- 2023年：李香生，臺灣男性配音員（1950年出生）

## 节假日和习俗
- 國際兒童節
- 全球父母节[6]
- 世界牛奶日
- 世界珊瑚礁日
- 香港：無冷氣日[7]
- 中華民國：女童軍節
- 蒙古国：母親節、兒童節
- 印度尼西亞：建國五原則日
- 萨摩亚：獨立日
- 马来西亚 砂拉越：達雅節
- ：馬達拉卡日